# خاندان کوجو
خاندان کوجو (به ژاپنی: 九条家 Kujō-ke) یک شاخه از خاندان فوجیوارا بود. این شاخه توسط کوجو میچی‌ایه پسر فوجیوارا نو تادامیچی بنیانگذاری شد.